# Onze-Lieve-Vrouw-van-Loretokapel (Brachterbeek)

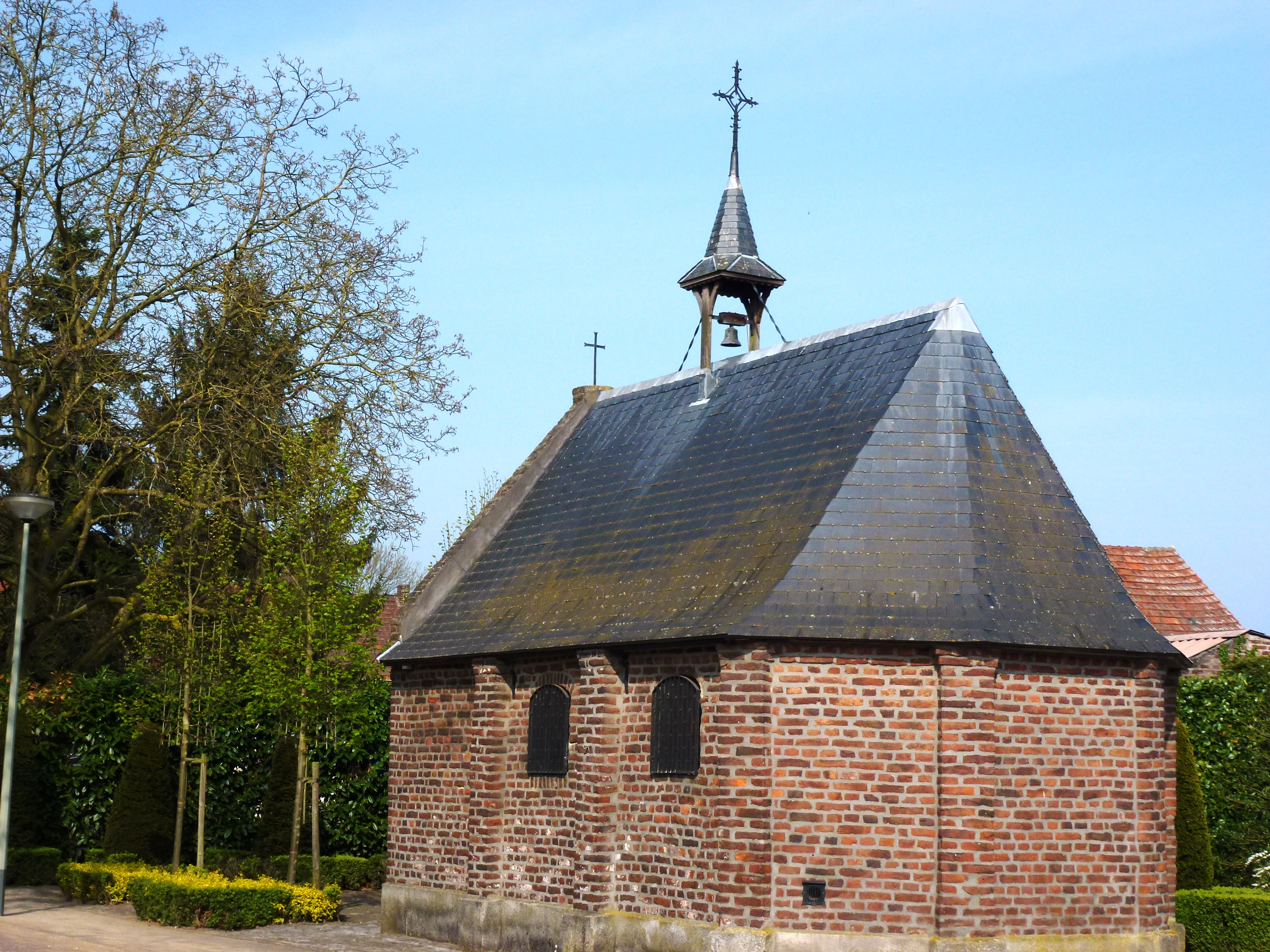
Onze-Lieve-Vrouw-van-Loretokapel

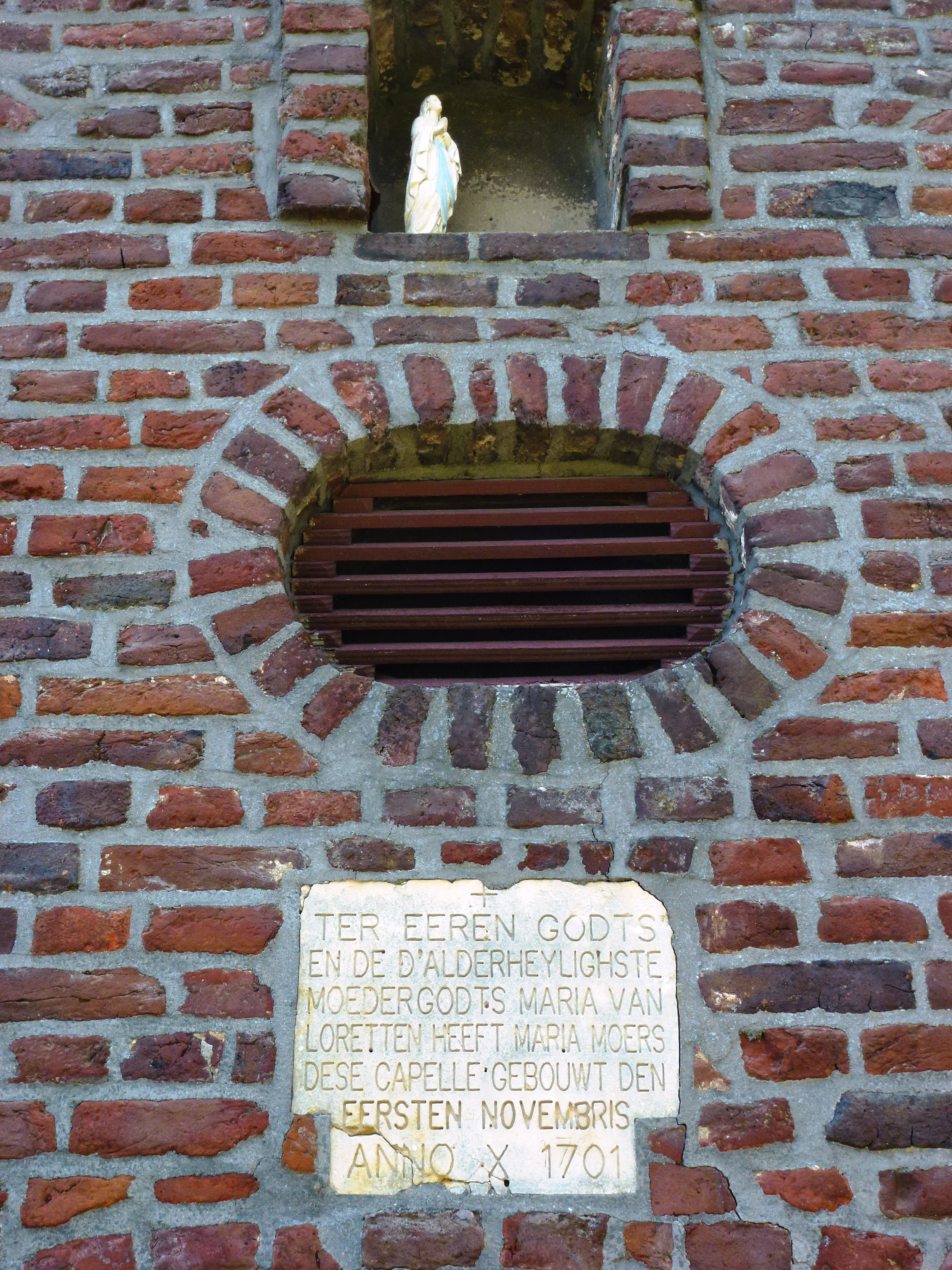
Gevelsteen in de frontgevel en het Mariabeeldje

De Onze-Lieve-Vrouw-van-Loretokapel is een betreedbare kapel te Brachterbeek in de Nederlandse gemeente Maasgouw. De kapel staat aan de Tergouwen 4 in het zuidwesten van het dorp. Op ongeveer 400 meter naar het noordoosten staat de Heilig Hart van Jezuskerk en op ongeveer een kilometer naar het oosten staat de Mariakapel.
De kapel is gewijd aan Maria, specifiek aan Onze-Lieve-Vrouw van Loreto.

## Geschiedenis
In 1701 werd de kapel door Maria Moers (of Moors) gesticht. Wekelijks werden er missen opgedragen vanuit de parochie Maasbracht en pas in 1933 kwam er een eigen kerk, de Heilig Hart van Jezuskerk.
In 1936, 1963 en 2001 werd de kapel gerestaureerd.
In juli 1968 werd de kapel opgenomen in het rijksmonumentenregister.

## Gebouw
De bakstenen kapel heeft drie traveeën met een driezijdige koorsluiting en wordt gedekt door een zadeldak met leien. Midden op de nok van het dak is een dakruiter met klokje geplaatst. De kapel is 7,5 meter lang, 4,65 meter breed en 5,6 meter hoog met inbegrip van de dakruiter. Op de scheiding van de traveeën en op de hoeken van de koorsluiting zijn steunberen geplaatst (maar niet op de hoeken van de frontgevel). In de tweede en derde travee is er elk een segmentboogvormig venster geplaatst dat afgesloten wordt met traliehek. De frontgevel is een tuitgevel met op de top een metalen kruis en onder de deklijst zijn er vlechtingen aangebracht. Midden in de frontgevel is een rondig venster aangebracht en daarboven bevindt zich een nis met daarin een Mariabeeldje. Onder in de frontgevel bevindt zich de segmentboogvormige toegang van de kapel. Tussen de toegang en het venster is een gevelsteen aangebracht met daarin de tekst:

Ter eeren Godts Maria van Loretten heeft Maria Moers deze Capelle gebouwt den eersten Novembre Anno 1701

In de kapel bevindt zich een altaar in de stijl van Lodewijk XV, een 18e-eeuws tabernakel, een oud Sint-Jozefbeeld, gegoten drievoet-kandelaars en een 18e-eeuwse aan Maria van Loreto geschonken sieraden.